# Loučeň
Loučeň este o comună și un oraș târg în districtul Nymburk din regiunea Boemia Centrală din Cehia. Are o populație de aproximativ 1.400 de locuitori.

## Diviziuni administrative
Loučeň este alcătuit din patru diviziuni administrative (populația este între paranteze conform recensământului din 2021):
- Loučeň (860)
- Patřín (431)
- Studce (81)
- Studečky (16)

## Etimologie
Numele său este derivat din numele personal Loučen (în limba cehă veche scris  ca Lúčen; probabil o variantă a numelui Lukáš⁠(d)), care are sensul de „curtea lui Loučen”.

## Geografie
Loučeň se află la aproximativ 11 kilometri (7 mi) nord de Nymburk și la 37 kilometri (23 mi) nord-est de capitala Praga. Se găsește la granița dintre Podișul Elbei Centrale și Podișul Jizera. Cel mai înalt punct al comunei se află la 262 metri (860 ft) deasupra nivelului mării. 
Au fost amenajate mai multe iazuri mici cu pești în jurul orașului târg.

## Istorie
Prima mențiune scrisă a lui Loučeň apare într-un act al episcopului Peregrin din anul 1223.
Până în 1363, satul a fost împărțit în mai multe părți cu proprietari diferiți. În 1363, toate acestea au fost cumpărate de baronii de Kopidlno⁠(d). Nu se știe cât timp a deținut această familie satul Loučeň. La începutul secolului al XVI-lea, satul se afla în proprietatea familiei Křinecký de Ronov.
După 1599, moșia a fost cumpărată de familia Berka de Dubá⁠(d). Proprietățile lor au fost confiscate după Bătălia de la Muntele Alb, iar Loučeň a fost cumpărat de familia Waldstein în 1622.
În timpul Războiului de Treizeci de Ani, în 1630 și 1639, satul a fost ars. Între 1756 și 1808, Loučeň a fost deținut de familia Fürstenberg, iar apoi moștenirea a fost a familiei Thurn und Taxis⁠(d), ultimii proprietari nobili ai lui Loučeň.
În 1906, Loučeň a fost promovat la rang de oraș târg.

## Transporturi
Nu există căi ferate sau drumuri principale care să treacă prin comună.

## Obiective turistice

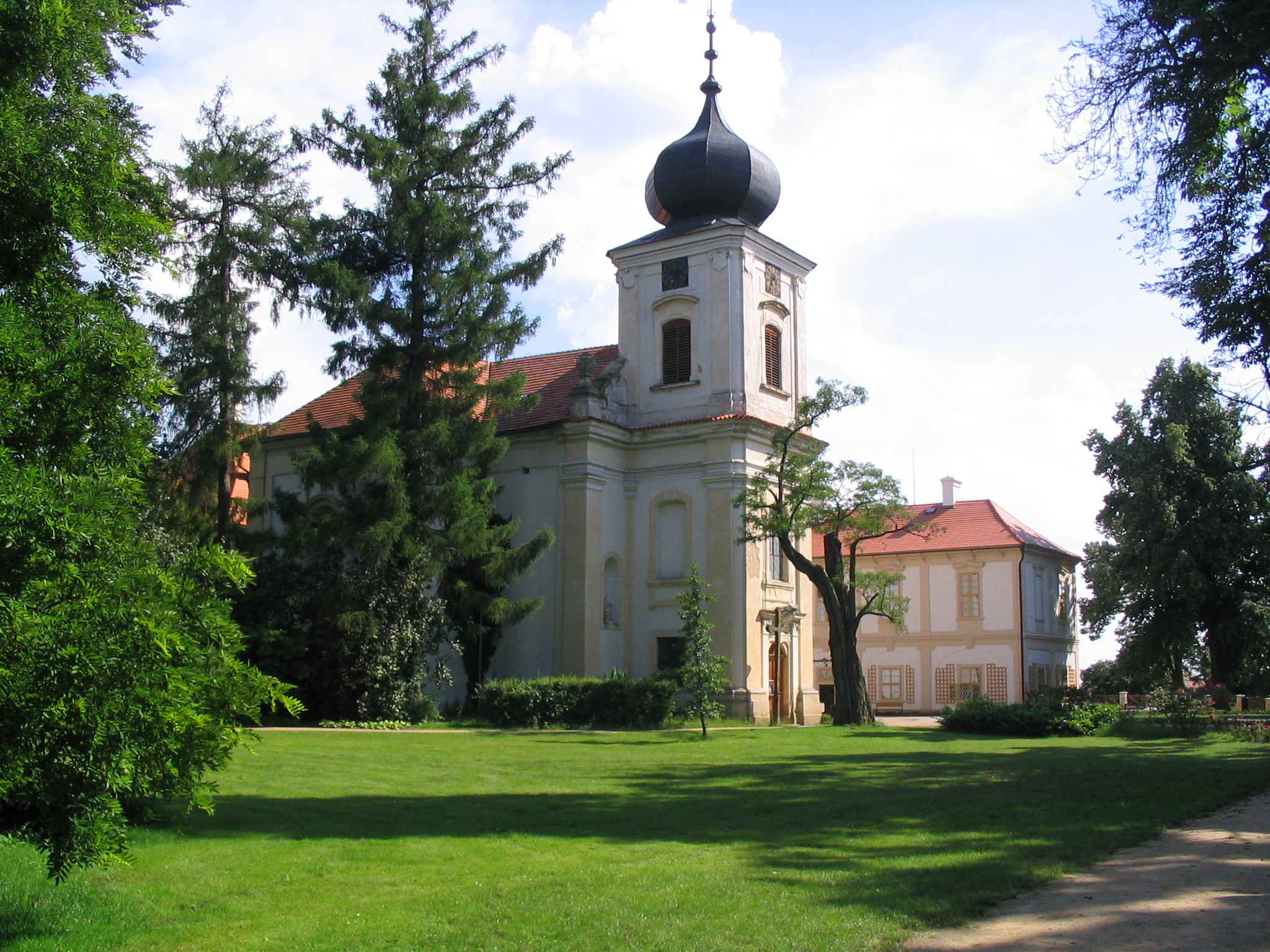
Biserica „Adormirea Maicii Domnului”

Este cunoscut pentru Castelul Loučeň. Acest castel, în stil baroc, a fost construit pe locul unei fortărețe medievale dărăpănate între 1703–1714. Astăzi castelul este deschis publicului și funcționează parțial ca un hotel. Castelul include și un parc mare, cu mai multe labirinturi.
Lângă castel a fost construită o capelă, reconstruită ulterior ca Biserica „Adormirea Maicii Domnului”.